# 土方力三郎
土方 力三郎（ひじかた りきさぶろう/りょくさぶろう、1853年（嘉永6年） - 1916年（大正5年）10月1日）は、日本の画家。

## 経歴
出生地は不明。父は土方歳三の兄、喜六。横浜で五姓田義松から師事を受けた。ある日、小野路の名主、小島鹿之助から新選組局長近藤勇の肖像を依頼された。1885年、近藤勇の油絵の肖像が完成。近藤勇の肖像は2枚あったとされるが、小島家は腕を前に組んだ肖像を購入した。
その後は写真画家として活躍したと言われるが、その詳細は不明。画家としても名が残っていない。力三郎は、1916年に死去した。力三郎は、親戚の土方歳三の絵も描いていたものの、1945年5月24日の空襲により焼失してしまった。

## 親族
- 土方喜六（1821年 - 1860年）
 土方歳三の兄、長男・為次郎の盲目のため、土方家の家督を継ぎ、隼人を襲名。土方力三郎の父[3]。

- ナカ（生没年不詳）
 土方喜六の妻、分家の土方伊三郎の娘。土方力三郎の母[4]。